# Lista de premiados com a Camélia da Liberdade
O prêmio Camélia da Liberdade é oferecido anualmente pelo Centro de Articulação de Populações Marginalizadas (CEAP) desde 2005, em reconhecimento a instituições de ensino, empresas, órgãos do poder público, veículos de comunicação e personalidades que promovem ações de inclusão social de afrodescendentes.
A camélia foi escolhida para o prêmio porque era um símbolo do movimento abolicionista no Brasil.

## 2012

### Personalidades
- Paulo Paim
- Ruth de Souza
- Marcos Amaral
- Vó Maria (viúva de Donga)

### Veículo de Comunicação
- Programa Nova África, da TV Brasil
- Instituto Mídia Étnica
- Blog Mundo Afro (jornal A Tarde)
- Lado a Lado

### Instituições de ensino
- Universidade Federal do Mato Grosso
- Universidade Federal do Pará
- Universidade Federal de Santa Catarina

### Empresas
- Companhia Hidrelétrica do São Francisco

### Poder Público
- Governo do Estado do Rio de Janeiro
- Programa Antonieta de Barros, da Assembleia Legislativa de Santa Catarina
- Supremo Tribunal Federal

## 2011

### Personalidades
- Zózimo Bulbul
- Luislinda Valois
- Kabengele Muranga

### Imprensa
- Lázaro Ramos, pelo programa Espelho, do Canal Brasil
- Programa Sagrado
- Élio Gaspari

### Instituições de ensino
- Universidade Federal de Sergipe
- Universidade Federal do Maranhão
- Serviço Nacional de Aprendizagem Industrial

### empresas
- Accor
- Laboratório Sabin
- CPFL

## 2010

### Instituições de ensino
- Universidade Federal de Santa Catarina
- Universidade Estadual do Sudoeste da Bahia
- Universidade Federal do Rio Grande do Sul
- Universidade Federal da Bahia
- Universidade de Pernambuco
- Universidade do Estado do Mato Grosso
- Centro Universitário Estadual da Zona Oeste

### Empresas
- TAM Linhas Aéreas

### Imprensa
- Canal Futura
- SBT
- Extra, Série Inimigos de Fé!
- O Dia, Coluna Informe
- Raça Brasil
- O Tempo, Editoria Blequitude

Veículos web indicados para Menção Honrosa
- Jornal Ìrohín
- Afropress
- Informativo Lélia Gonzalez

### Personalidades
- Milton Gonçalves
- Henrique Pessoa
- Padre Gegê

## 2008

### Instituições de ensino
- Universidade Estadual de Mato Grosso do Sul
- Universidade Federal de Juiz de Fora
- Universidade da Cidadania Zumbi dos Palmares

### Empresas
- Caixa Econômica Federal
- Fersol

### Imprensa
- Heraldo Pereira
- Leila Souza Lima
- Ancelmo Góis
- Sidney Resende

### Religiões de matrizes africanas
- Zezinho da Boa Viagem
- Fátima Damas

## 2007

### Instituições de ensino
- Universidade Estadual de Londrina
- Universidade Federal de Alagoas
- Universidade Federal de São Carlos
- Universidade Estadual de Montes Claros
- Universidade Estadual de Goiás

### Empresas
- Esso
- Centro de Integração Empresa-Escola

### Personalidades
- Conceição Evaristo
- Ogã Bangbala
- Floripes Correia da Silva Gomes
- Mercedes de Souza

## 2006

### Instituições de ensino
- Universidade Estadual do Norte Fluminense
- Universidade Estadual do Mato Grosso do Sul
- Universidade Federal de São Paulo - * Escola Paulista de Medicina
- Universidade Federal do Paraná
- Universidade do Estado de Minas Gerais
- Coordenadoria Nacional de Promoção da Igualdade de Oportunidades e Eliminação da Discriminação ao Trabalho do Ministério Público do Trabalho

### Personalidades
- Regina de Bamboxê
- João Cândido (in memoriam)

### Prêmio especial
- Quilombo de Sacopã

## 2005

### Instituições de ensino
- Pontifícia Universidade Católica do Rio de Janeiro
- Universidade do Estado do Rio de Janeiro
- UNEB

### Empresas
- Banco Real
- Dupont
- Camisaria Colombo
- IBM

### Personalidades
- Abdias do Nascimento
- Míriam Leitão[2]